# Station Loiola (Euskotren)
Station Loiola maakt deel uit van de Topo. Tussen 2012 en 2017 werd voor deze lijn officieel de naam Metro Donostialkea gebruikt, maar in het laatste jaar is de naam officieel gewijzigd in Topo, een naam die altijd al in de volksmond werd gebruikt. De aanduiding metro wordt sindsdien niet meer gebruikt. Het station ligt in het district Loiola van de gemeente San Sebastian in Spanje, in de autonome gemeenschap Baskenland.
Al sinds 1912 ligt er een station op deze plek. In het begin splitste de lijn zich hier: een deel van de treinen volgde het spoor van de "Topo" richting station Hendaye over wat nu ook officieel de Topo heet, en een ander deel ging naar Astigarraga en Hernani. Die laatste aftakking is in de tweede helft van de 20e eeuw gesloten en afgebroken. Van de perrons aan dat spoor rest er niets sinds het station verhoogd is aangelegd. 
In de omgeving is altijd veel kritiek geweest op de spoorlijn, die op een doorlopende muur of dijk lag en zo de wijk in tweeën deelde. Sinds de verbouwing in 2017 is het spoor aangelegd op pilaren, waardoor er vrije doorgang is tussen de twee delen die voorheen gescheiden waren.  